# Црква Светих Апостола Петра и Павла у Сувој Реци
Црква Светих Апостола Петра и Павла се налазила у Сувој Реци, граду и седишту истоимене општине у централном делу Косова и Метохије. Припадала је Епархији рашко-призренске Српске православне цркве.
Црква је била посвећена Светим Апостолима Петру и Павлу подигнута 1938. године, на источном крају града, освећена у јулу те године. У порти цркве која је имала куполу налазио се и звоник.

## Разарање цркве 1999. године
По доласку немачких снага КФОР-а у подручје Суве Реке јуна месеца, и преузимања управе над градом од стране албанаца, црква је демолирана и опљачкана. Дана 19. јула 1999. године у један час ујутро црква је јаким експлозивом срушена до темеља. Локални албанци су у порти цркве изградили паркинг.